# Massacre de Novocherkassk

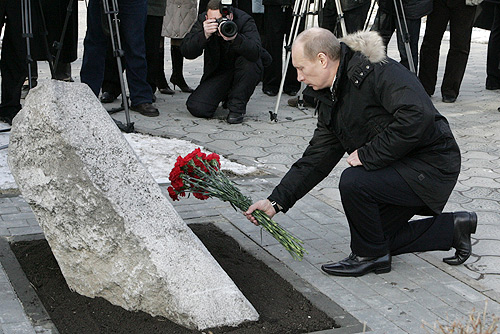
O presidente da Rússia, Vladimir Putin coloca flores no memorial às vítimas do massacre em 1 de fevereiro de 2008.

A Revolta de Novocherkassk ou Massacre de Novocherkassk referem-se a eventos ligados à greve dos trabalhadores de uma fábrica de construção de locomotivas em Novocherkassk, uma cidade na União Soviética (hoje Rússia). Os eventos culminaram em distúrbios nos dias 1 e 2 de Junho de 1962, quando 26 manifestantes foram mortos pelas tropas do Exército soviético, e 87 ficaram feridos.

## História
A revolta popular foi uma conseqüência direta da escassez de alimentos e suprimentos, bem como das duras condições de trabalho em algumas fábricas locais, e do aumento das quotas de produção mínimas para cada trabalhador, e assim, efetivamente reduzindo as taxas de remuneração.  O protesto começou em 1 º de junho na fábrica de locomotivas elétrica Budyonny, quando os trabalhadores da fundição e forja pararam de trabalhar após a administração da empresa se recusou a ouvir as suas queixas. Pela tarde, a greve e as discussões que se seguiram foram estendidos a toda a fábrica. O protesto culminou com uma marcha contra a prefeitura e a delegacia de polícia: a greve se espalhou para outras fábricas quando soube-se que a polícia tinha prendido 30 trabalhadores.
Contas oficiais do governo sobre o que aconteceu a seguir são variadas e muitas vezes contraditórios entre si. Não está claro se o primeiro a abrir fogo contra os manifestantes foi Exército soviético ou a KGB. Alguns argumentam que um oficial do exército recusou-se a ordem de disparar sobre a multidão, outros dizem que os tiros de advertência disparados para o ar pela KGB acabaram atingindo algumas crianças que tinham subido nas árvores para acompanhar os eventos.
De acordo com fontes oficiais disponíveis agora, 26 manifestantes foram mortos por soldados armados com metralhadora e 87 ficaram feridas, três das quais morreram pouco depois. Após as manifestações iniciais, o toque de recolher foi implantado na cidade. Os corpos foram secretamente enterrados nos cemitérios de outras cidades do Oblast de Rostov.
No entanto, na manhã seguindo, um grande grupo de várias centenas de manifestantes se reuniram novamente na praça. Cento e dezesseis foram presos, dos quais quatorze foram condenados, sete dos que receberam uma sentença de morte e foram executados. Os outros foram condenados a penas de prisão de dez a quinze anos.
Após o incidente, o governo soviético decidiu enviar suprimentos adicionais para a região e abriu uma investigação oficial. Outros trabalhadores foram presos e os policiais militares envolvidos nos confrontos terminaram em frente à corte marcial. Aleksandr Solzhenitsyn citou que todas as pessoas que foram feridos e as suas famílias foram deportadas para a Sibéria.
Toda a história nunca foi citada na imprensa ou quaisquer outros meios de comunicação soviética e permaneceu secreto até 1992, quando os restos mortais de 20 corpos foram recuperados e identificados e enterrado no cemitério de Novoshakhtinsk .

## Na ficção
O massacre é dramatizado no livro Red Plenty de Francis Spufford publicado em 2010 em diversos idiomas.
Os filmes Era uma vez em Rostov (2012) e Dear Comrades! (2020) oferecem representações do massacre.